# Łowczówek Pleśna
Łowczówek Pleśna – stacja kolejowa w miejscowości Pleśna, w województwie małopolskim, w Polsce. Według klasyfikacji PKP ma kategorię dworca lokalnego.

## Ruch pasażerski
| Rok  | Wymiana pasażerska na dobę |
| ---- | -------------------------- |
| 2017 | 20-49                      |
| 2022 | 50-99                      |

Położona jest między Pleśną a Łowczówkiem, stąd nazwa stacji.